# Wrapped Up
"Wrapped Up" is een nummer van de Engelse singer-songwriter Olly Murs samen met de Amerikaanse rapper Travie McCoy. Het nummer kwam uit op 7 oktober 2014 en is uitgebracht door Epic Records en Syco Music. Het nummer is geschreven door Murs, McCoy, Steve Robson en Claude Kelly.
"Wrapped Up" was voor het eerst te horen op de Engelse radiozender Capital FM en een lyric-video werd op dezelfde dag uitgebracht op Murs' Vevoaccount. De muziekvideo verscheen op 28 oktober 2014 en de opnames vonden plaats in Los Angeles.

## Tracklijst
| Nr. | Titel                         | Duur |
| --- | ----------------------------- | ---- |
| 1.  | Wrapped Up (met Travie McCoy) | 3:05 |

| Nr. | Titel                         | Duur |
| --- | ----------------------------- | ---- |
| 1.  | Wrapped Up (met Travie McCoy) | 3:05 |
| 2.  | Wrapped Up (Cahill radio mix) | 3:36 |

| Nr. | Titel                                             | Duur |
| --- | ------------------------------------------------- | ---- |
| 1.  | Wrapped Up (met Travie McCoy)                     | 3:05 |
| 2.  | Wrapped Up (Live for The Sun's Fabulous magazine) | 2:53 |
| 3.  | Wrapped Up (Cahill radio mix)                     | 3:36 |
| 4.  | Wrapped Up (Westfunk radio mix)                   | 3:12 |

## Hitnoteringen

### Nederlandse Top 40
| Hitnotering: 20-12-2014 t/m 28-02-2015 | Hitnotering: 20-12-2014 t/m 28-02-2015 | Hitnotering: 20-12-2014 t/m 28-02-2015 | Hitnotering: 20-12-2014 t/m 28-02-2015 | Hitnotering: 20-12-2014 t/m 28-02-2015 | Hitnotering: 20-12-2014 t/m 28-02-2015 | Hitnotering: 20-12-2014 t/m 28-02-2015 | Hitnotering: 20-12-2014 t/m 28-02-2015 | Hitnotering: 20-12-2014 t/m 28-02-2015 | Hitnotering: 20-12-2014 t/m 28-02-2015 | Hitnotering: 20-12-2014 t/m 28-02-2015 | Hitnotering: 20-12-2014 t/m 28-02-2015 |
| Week:                                  | 1                                      | 2                                      | 3                                      | 4                                      | 5                                      | 6                                      | 7                                      | 8                                      | 9                                      | 10                                     |                                        |
| -------------------------------------- | -------------------------------------- | -------------------------------------- | -------------------------------------- | -------------------------------------- | -------------------------------------- | -------------------------------------- | -------------------------------------- | -------------------------------------- | -------------------------------------- | -------------------------------------- | -------------------------------------- |
| Positie:                               | 24                                     | 23                                     | 20                                     | 17                                     | 21                                     | 24                                     | 26                                     | 33                                     | 38                                     | 38                                     | uit                                    |

### NederlandseSingle Top 100
| Hitnotering: 06-12-2014 t/m 25-04-2015 | Hitnotering: 06-12-2014 t/m 25-04-2015 | Hitnotering: 06-12-2014 t/m 25-04-2015 | Hitnotering: 06-12-2014 t/m 25-04-2015 | Hitnotering: 06-12-2014 t/m 25-04-2015 | Hitnotering: 06-12-2014 t/m 25-04-2015 | Hitnotering: 06-12-2014 t/m 25-04-2015 | Hitnotering: 06-12-2014 t/m 25-04-2015 | Hitnotering: 06-12-2014 t/m 25-04-2015 | Hitnotering: 06-12-2014 t/m 25-04-2015 | Hitnotering: 06-12-2014 t/m 25-04-2015 | Hitnotering: 06-12-2014 t/m 25-04-2015 | Hitnotering: 06-12-2014 t/m 25-04-2015 | Hitnotering: 06-12-2014 t/m 25-04-2015 | Hitnotering: 06-12-2014 t/m 25-04-2015 | Hitnotering: 06-12-2014 t/m 25-04-2015 | Hitnotering: 06-12-2014 t/m 25-04-2015 | Hitnotering: 06-12-2014 t/m 25-04-2015 | Hitnotering: 06-12-2014 t/m 25-04-2015 | Hitnotering: 06-12-2014 t/m 25-04-2015 | Hitnotering: 06-12-2014 t/m 25-04-2015 | Hitnotering: 06-12-2014 t/m 25-04-2015 | Hitnotering: 06-12-2014 t/m 25-04-2015 |
| Week:                                  | 1                                      | 2                                      | 3                                      | 4                                      | 5                                      | 6                                      | 7                                      | 8                                      | 9                                      | 10                                     | 11                                     | 12                                     | 13                                     | 14                                     | 15                                     | 16                                     | 17                                     | 18                                     | 19                                     | 20                                     | 21                                     |                                        |
| -------------------------------------- | -------------------------------------- | -------------------------------------- | -------------------------------------- | -------------------------------------- | -------------------------------------- | -------------------------------------- | -------------------------------------- | -------------------------------------- | -------------------------------------- | -------------------------------------- | -------------------------------------- | -------------------------------------- | -------------------------------------- | -------------------------------------- | -------------------------------------- | -------------------------------------- | -------------------------------------- | -------------------------------------- | -------------------------------------- | -------------------------------------- | -------------------------------------- | -------------------------------------- |
| Positie:                               | 66                                     | 55                                     | 49                                     | 49                                     | 42                                     | 29                                     | 22                                     | 24                                     | 29                                     | 26                                     | 33                                     | 37                                     | 36                                     | 41                                     | 46                                     | 53                                     | 54                                     | 71                                     | 83                                     | 96                                     | 91                                     | uit                                    |

### 3FM Mega Top 50
| Hitnotering: 06-12-2014 t/m 28-03-2015 | Hitnotering: 06-12-2014 t/m 28-03-2015 | Hitnotering: 06-12-2014 t/m 28-03-2015 | Hitnotering: 06-12-2014 t/m 28-03-2015 | Hitnotering: 06-12-2014 t/m 28-03-2015 | Hitnotering: 06-12-2014 t/m 28-03-2015 | Hitnotering: 06-12-2014 t/m 28-03-2015 | Hitnotering: 06-12-2014 t/m 28-03-2015 | Hitnotering: 06-12-2014 t/m 28-03-2015 | Hitnotering: 06-12-2014 t/m 28-03-2015 | Hitnotering: 06-12-2014 t/m 28-03-2015 | Hitnotering: 06-12-2014 t/m 28-03-2015 | Hitnotering: 06-12-2014 t/m 28-03-2015 | Hitnotering: 06-12-2014 t/m 28-03-2015 | Hitnotering: 06-12-2014 t/m 28-03-2015 | Hitnotering: 06-12-2014 t/m 28-03-2015 | Hitnotering: 06-12-2014 t/m 28-03-2015 | Hitnotering: 06-12-2014 t/m 28-03-2015 | Hitnotering: 06-12-2014 t/m 28-03-2015 |
| Week:                                  | 1                                      | 2                                      | 3                                      | 4                                      | 5                                      | 6                                      | 7                                      | 8                                      | 9                                      | 10                                     | 11                                     | 12                                     | 13                                     | 14                                     | 15                                     | 16                                     | 17                                     |                                        |
| -------------------------------------- | -------------------------------------- | -------------------------------------- | -------------------------------------- | -------------------------------------- | -------------------------------------- | -------------------------------------- | -------------------------------------- | -------------------------------------- | -------------------------------------- | -------------------------------------- | -------------------------------------- | -------------------------------------- | -------------------------------------- | -------------------------------------- | -------------------------------------- | -------------------------------------- | -------------------------------------- | -------------------------------------- |
| Positie:                               | 45                                     | 42                                     | 33                                     | 32                                     | 28                                     | 21                                     | 20                                     | 19                                     | 22                                     | 20                                     | 21                                     | 27                                     | 35                                     | 35                                     | 38                                     | 42                                     | 47                                     | uit                                    |

## Releasedata
| Land                | Releasedatum     | Formaat        | Label          |
| ------------------- | ---------------- | -------------- | -------------- |
| Frankrijk           | 7 oktober 2014   | muziekdownload | Epic, Syco     |
| Verenigd Koninkrijk | 16 november 2014 | muziekdownload | Epic, Syco     |
| Verenigde Staten    | 27 januari 2015  | radio          | Syco, Columbia |